# Перламутров, Вилен Леонидович
Виле́н Леони́дович Перламу́тров (11 сентября 1931 года, Москва, РСФСР, СССР — 10 февраля 2004 года, Москва, Россия) — советский и российский экономист, член-корреспондент РАН (1997).

## Биография
Родился 11 сентября 1931 года в Москве.
В 1954 году окончил экономический факультет МГУ, в 1964 году защитил кандидатскую диссертацию «Вопросы нормирования оборотных средств в незавершенном производстве», в 1977 году — докторскую диссертацию «Народнохозяйственные проблемы организации и планирования оборотных средств: на примере промышленности», в 1985 году присвоено учёное звание профессора.
С 1973 по 1991 годы работал в Центральном экономико-математическом институте, а с начала основания Институте проблем рынка РАН в 1991 году и до конца жизни работал заведующим лабораторией, заместителем директора института.
В 1997 году избран членом-корреспондентом РАН.
Умер 10 февраля 2004 года, похоронен на Введенском кладбище Москвы. участок № 1.

## Научная деятельность
Специалист в области макроэкономики, методов и механизмов управления хозяйственными процессами, финансов и кредита.
Автор более 100 публикаций, в том числе ряда монографий.
Внес личный вклад в разработку основ системы управления народным хозяйством и перевода его в рыночный режим функционирования, разработал модели движения оборотных средств предприятий и модели прогнозирования оборотных средств народного хозяйства.
Являлся членом Научных Советов РАН по теоретическим основам системы оптимального функционирования экономики и по проблемам хозрасчета и самофинансирования, членом редколлегии журнала «Финансы», членом научно-методического совета Госкомстата РФ, членом диссертационных советов при ЦЭМИ РАН и Государственной Академии управления им. С. Орджоникидзе.
- Финансово-денежная политика и рыночные реформы в России. М.: ЗАО «Издательство „Экономика“», 2007. 281 с. (Экономическое наследие).
- Итоги реформирования современной российской экономики // Экономическая наука современной России. 2002. № 4.
- Итоги столетия в новой книге известного автора //Экономика современной России. 2001. № 3.
- О монографии «Наука и высокие технологии России на рубеже третьего тысячелетия. Социально-экономические аспекты развития» // Концепции, 2001. № 1-2(7-8).
- Финансовые потоки и реальный сектор хозяйства России // Экономика и математические методы. 2001. Вып.4 (в соавт.).
- Новая экономическая политика Советского государства (1921—1926 гг.). Планируемая рыночная экономика. М., 2000.
- Дело не в банках, а в общем курсе //Экономическая газета. — 2000. — № 4.
- Первоочередные меры по стабилизации российской экономики. Пути стабилизации экономики России. М., 1999.
- Монетаристы при дворах. В кн. «Темнее всего перед рассветом». М., 1999.
- Левые приходят к власти и … В кн. «Темнее всего перед рассветом». М., 1999.
- Диктатура госэкономики — вот что спасет Россию // Правда. — 1999. — № 4.
- Будет ли нынешней осенью «17 августа»? Возможно ли сейчас повторение страшного обвала финансового кризиса прошлого года? // Труд. — 1999. — 2-3 июля. — № 119.
- Правительство: вахтовый метод //Труд. — 1999. — 17 августа.
- Долговременная концепция денежной политики России и самофинансирование предприятий //Экономика и математические методы. 1999. Т.35, № 4 (в соавт.).
- Одиннадцать рецептов выхода из кризиса //Экономическая газета. — 1998. — № 17-18.
- Первоочередные меры по стабилизации российской экономики //Экономика и математические методы. 1998. Т.34, вып.2.
- Переход к внешней конвертируемости рубля // Российский экономический журнал. 1997. № 1 (в соавт.).
- Кризис экономики и цены //Проблемы управления. 1997. № 5.
- Учитывать исторический опыт //Финансы. 1997. № 2.
- Россия — зона экономической катастрофы // Вопросы экономики. 1996. № 3 (в соавт., англ.).
- Как придать денежной политике инвестиционную направленность //Российский экономический журнал. 1996. № 2 (в соавт.).
- Вексельное обращение и вексельный кредит //Финансы. 1996. № 5 (в соавт.).
- Платежный кризис и пути его преодоления //Российский экономический журнал. 1995. № 12 (в соавт.).
- К теории социалистической экономики //Российский экономический журнал. 1995. № 11.
- Гордиев узел неплатежей //Промышленный вестник России. 1995. № 3.
- Ситуация более чем серьёзная //Финансы. 1996. № 2.
- Банковской системы у нас нет //Банкир России. 1995. № 5-6.
- Развитие рыночных отношений в России: итоги и прогнозируемые варианты // Российский экономический журнал. 19994. № 2, 3 (в соавт.).
- Экономика: свобода и солидарность. М.: Наука, 1991.
- Механизм функционирования социалистической экономики. М.: Экономика, 1982.
- Проблемы использования оборотных средств. М.: Наука, 1974.
- Экономико-математические методы управления оборотными средствами. М.: Финансы, 1974.
- Планирование оборотных средств на предприятии. М.: Экономика, 1969.